# Aaron Burr
 Der er for få eller ingen kildehenvisninger i denne artikel, hvilket er et problem. Du kan hjælpe ved at angive troværdige kilder til de påstande, som fremføres i artiklen.

Aaron Burr, Jr. (født 6. februar 1756, død 14. september 1836) var en amerikansk politiker og eventyrer. 
Burr var et ledende medlem af Demokratisk-republikanske parti i New York og en ivrig tilhænger af guvernør George Clinton. 
Burr var USA's 3. vicepræsident under Thomas Jefferson, men er bedst husket for drab på den tidligere finansminister Alexander Hamilton i en duel. Han blev anklaget for forræderi i forbindelse med sine planer om at oprette en selvstændig stat i den spanske Texas og vestlige dele af Amerika, dette i samarbejde med Spanien.